# Rolandschule

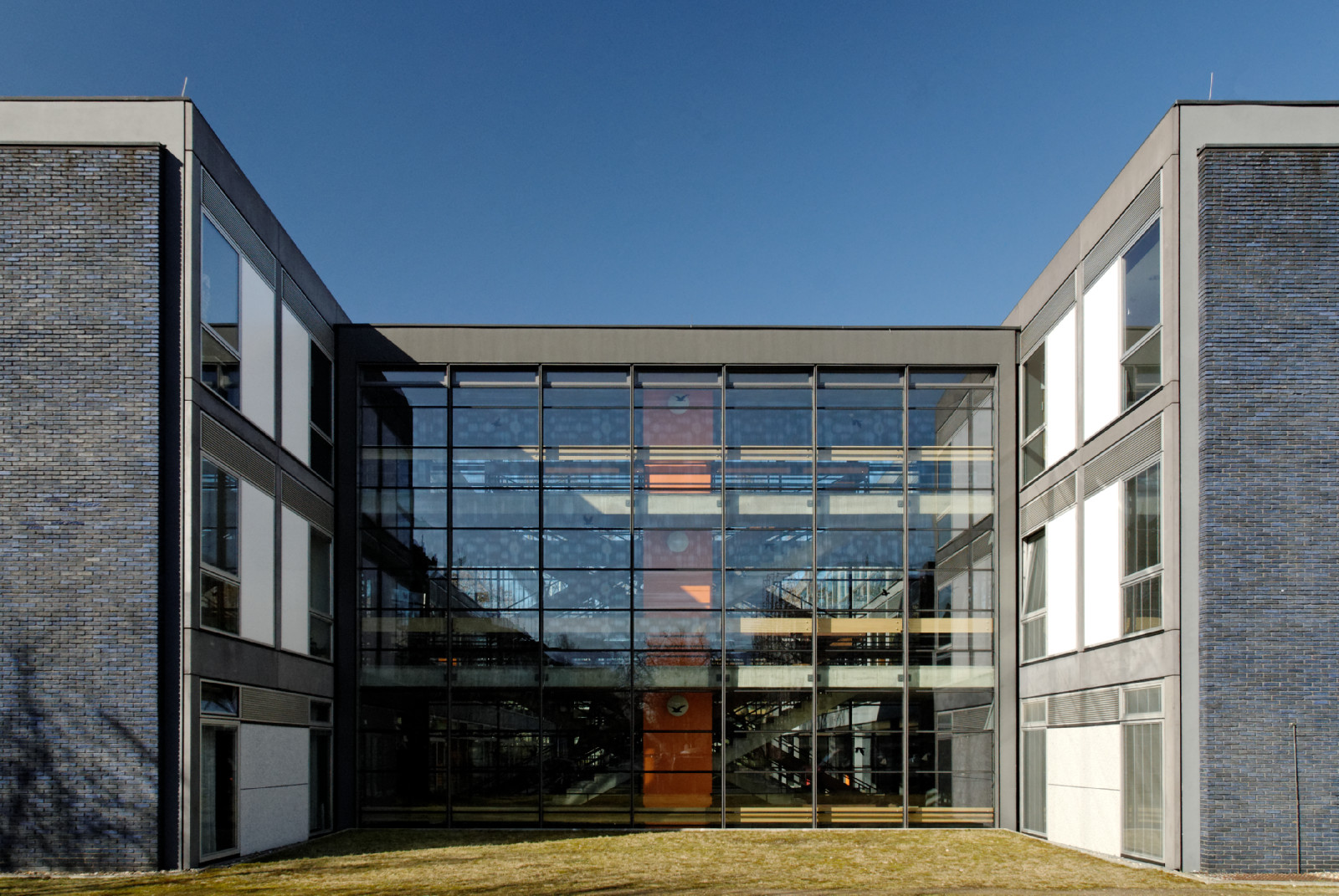
Südliches Treppenhaus

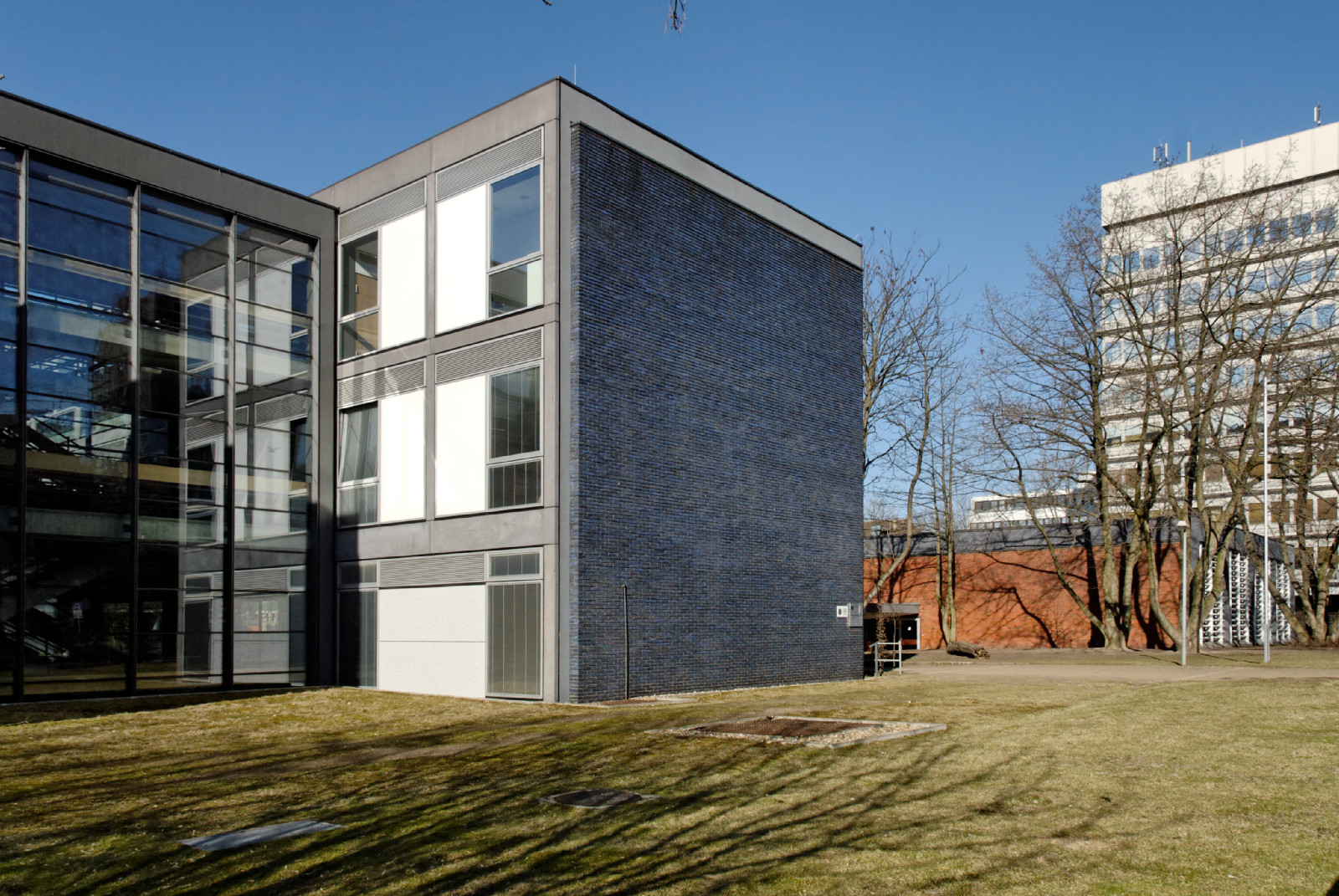
Sporthalle (rechts)

Die Rolandschule ist eine Gemeinschaftsgrundschule an der Rolandstraße 40 in Düsseldorf-Golzheim. Das Gebäude wurde von 1957 bis 1961 nach Entwürfen von Paul Schneider-Esleben erbaut. Am 5. September 1961 wurde die Schule als evangelische Volksschule eröffnet. Heute hat die Schule rund 260 Schüler (Stand 2011).

## Beschreibung
Mit dem strengen Modul-System orientiert sich der Architekt an Werken von Ludwig Mies van der Rohe. Das Schulgebäude „repräsentiert in seiner linearen und kubischen Strenge die Mies-Tradition auf geradezu klassische Weise“, es „klingt aber bereits die Ästhetik der 1960er Jahre an“. Wegen seiner überzeugenden Architektur setzte der Bau sich „rasch durch und wurde vorbildlich für eine ganze Reihe“ von Schulgebäuden. Die Schule wurde 2005 aufwändig saniert. Die Beanspruchung durch 40 Jahre Nutzung, geänderte Energiekonzepte, aber auch die Entfernung von Schadstoffen wie Asbest und PCB machten diese Arbeiten notwendig. Die beauftragten Architekten konnten sich mit Schneider-Esleben abstimmen, allerdings erlebte dieser den Abschluss der Arbeiten nicht mehr. Die Sanierungskosten betrugen 6,9 Mio. € und waren 2006 abgeschlossen.

## Kunstgeschichtliche Bedeutung
Mit dem Gebäude wollte Schneider-Esleben eine „Einheit von bildender Kunst und Architektur“ schaffen und band daher Mitglieder der Düsseldorfer Künstlergruppe ZERO in die Planung mit ein. So entstand eine Reihe von Kunstwerken, die sich zum Teil heute noch an ihrem Platz befinden, darunter die drei kinetische Objekte im Foyer – eine Farborgel von Heinz Mack, eine Raster-Plastik von Otto Piene und ein Schattenspiel von Günther Uecker (Scheibenkugeln). Da die Schule in ihrer „originalen Ausstattung bedeutend für Architektur- und Stadtgeschichte“ ist, steht sie als Gesamtkunstwerk seit 1990 unter Denkmalschutz. Die lichtkinetischen Objekte wurden im März 2011 durch Studierende des CICS unter Leitung von Gunnar Heydenreich mit einem Budget von 20.000 Euro restauriert.
Im Jahre 1961 erhielt Joseph Beuys vom Architekten der Schule, Paul Schneider-Esleben, den Auftrag einer Spielplastik (Puppe) für die Rolandschule. Beuys stellte eine neunteilige liegende Figur aus Teakholz her, deren einzelne Glieder mit Hanfseil verbunden waren. Nachdem im Dezember desselben Jahres Der Spiegel berichtete, „der zentnerschwere Schädel des Riesenspielzeugs könne ein Kind erschlagen“, wurden die Seile durch Aluminiumbügel verstärkt und der Rumpf der Figur vom Düsseldorfer Architekten Wolfgang Döring im Erdboden des Pausenhofs verankert. 1963, am 20. Dezember, schrieb der Leiter der Rolandschule dem Hochbauamt, dass die Puppe einer Restaurierung bedürfe oder entfernt werden müsse. Daraufhin wurde das Werk, nachdem Beuys dieses als vollständig verstümmelt betrachtete und einen Schadensersatz nicht annahm, 1964 von ihm abgeholt. Heute ist es unter dem Titel Jungfrau, 1961, Bestandteil des Block Beuys im Hessischen Landesmuseum in Darmstadt.